# Frontière entre la Chine et le Vietnam

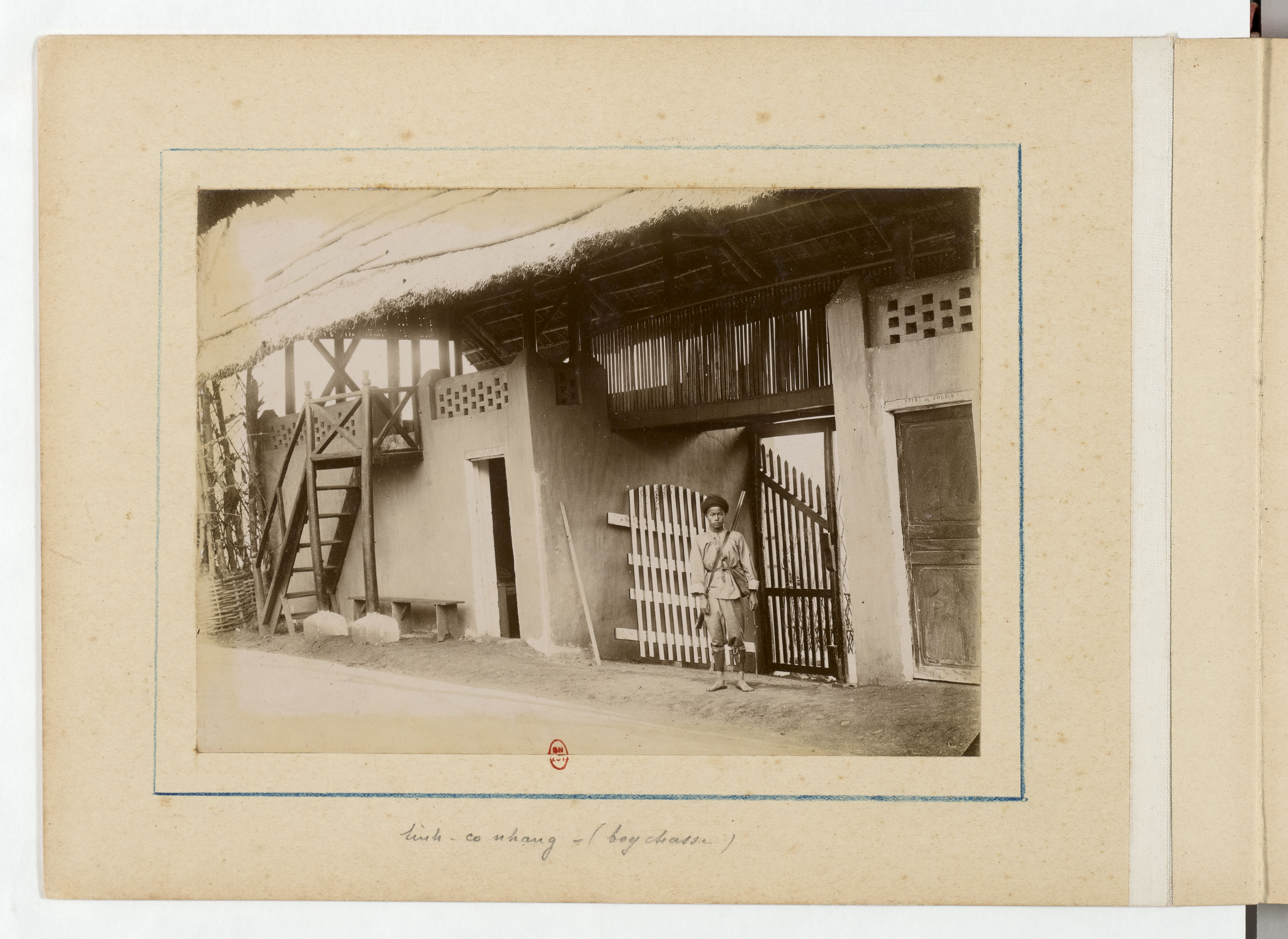
Poste-frontière près de Lào Cai, entre le Tonkin et la Chine, vers 1891.

La frontière entre la Chine et le Vietnam est la frontière internationale terrestre et maritime séparant la république populaire de Chine du Vietnam. La frontière terrestre mesure environ 1 300 kilomètres. Elle commence au tripoint avec le Laos, et va jusqu'au golfe du Tonkin, passant dans des régions essentiellement montagneuses habitées par des minorités ethniques. Si le tracé des frontières terrestres est reconnu par des traités, celui des frontières maritime reste en suspens. Il existe en outre un contentieux sur le statut des îles Spratley et Paracel.

## Tracé
Le tracé a été pour l'essentiel défini par un traité signé le 30 décembre 1999 et entré en vigueur le 6 juillet 2000. Il reprend les principes d'accords signés entre la France et la Chine en 1887 et 1895. Plusieurs bornes frontières ont été érigées à partir de 2001. Le tripoint Laos-Chine-Viet Nam a été marqué par une borne en 2005 et reconnu par un traité en 2006.

## Liste des poste-frontières
- Poste-frontière de Lao Cai

## Commerce
Dans les années 1990 et 2000, le commerce entre les deux pays s'est développé. La construction d'une nouvelle route entre Kunming et Hanoi s'est achevée en 2012.

## Contentieux sur les frontières maritimes
La Chine revendique l'essentiel de la Mer de Chine méridionale comme eaux territoriales, causant une dispute avec le Vietnam, comme d'autres états de la région. Ce conflit de long terme s'est retrouvé sur le devant de la scène début mai 2014, lorsque le Vietnam a cherché à s'opposer à un forage d'exploration pétrolière autorisé par la Chine dans une zone controversée.

## Zones minées
À la suite de la guerre sino-vietnamienne et des combats par intermittence dans les années 1980, les zones frontalières ont été fortement minées. Les deux parties ont entrepris des opérations de déminage au début des années 1990.
Au moins 800 000 mines ont été posées par l'Armée populaire de libération dans la province du Yunnan et la région autonome Zhuang du Guangxi. Elles ont formé un total de 161 champs de mines de différentes tailles d'une superficie de 289 kilomètres carrés.
Des missions de déminage concernant également les munitions non explosées dont des bombes au napalm datant des batailles des années précédentes ont été lancées à quatre reprises côté chinois depuis l'amélioration des relations entre Pékin et Hanoï dans ces zones majoritairement boisées et montagneuses.
La première a eu lieu de 1992 à 1994, la seconde de 1997 à fin 1999 durant laquelle 66 500 mines antipersonnel sur une superficie de 120 kilomètres carrés ont été neutralisées en date de février 1999,, la troisième d'août 2015 à fin 2016 concernait trois équipes de 45 officiers et soldats devant nettoyer 36,8 km².
Un quatrième cycle de déminage est en cours depuis le 27 novembre 2017 et durera environ un an. Elle devra nettoyer d'ici fin 2018 plus de 38 km² de champs de mines dont 20,5 km² sur 53 sites à proximité de la frontière du Guangxi.

## Annexes

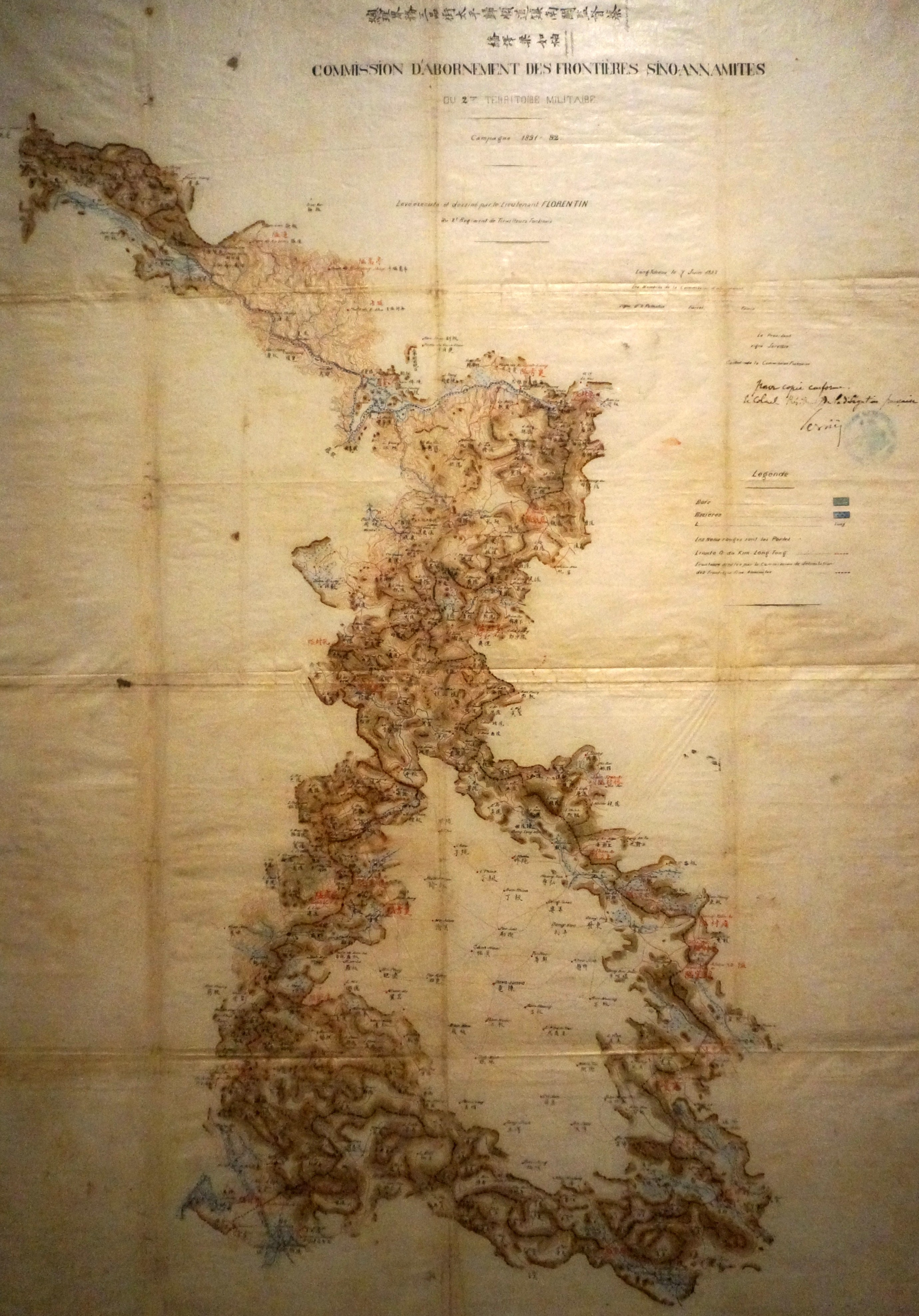
La carte du tracé en 1891.